# Dysnymphus bioculata
Dysnymphus bioculata là một loài bướm đêm trong họ Geometridae.